# Avenida João Paulo II
A Avenida João Paulo II é um dos principais logradouros de Belém do Pará. Situada principalmente no bairro do Marco, a Avenida antes chamava-se 1º de Dezembro, em alusão à data em que foi publicado o Laudo Arbitral da Questão do Amapá, em 1º de Dezembro de 1900, na cidade de Berna, Suíça, pelo qual o Brasil confirmou a posse sobre o Amapá, até então território pretendido pela França.

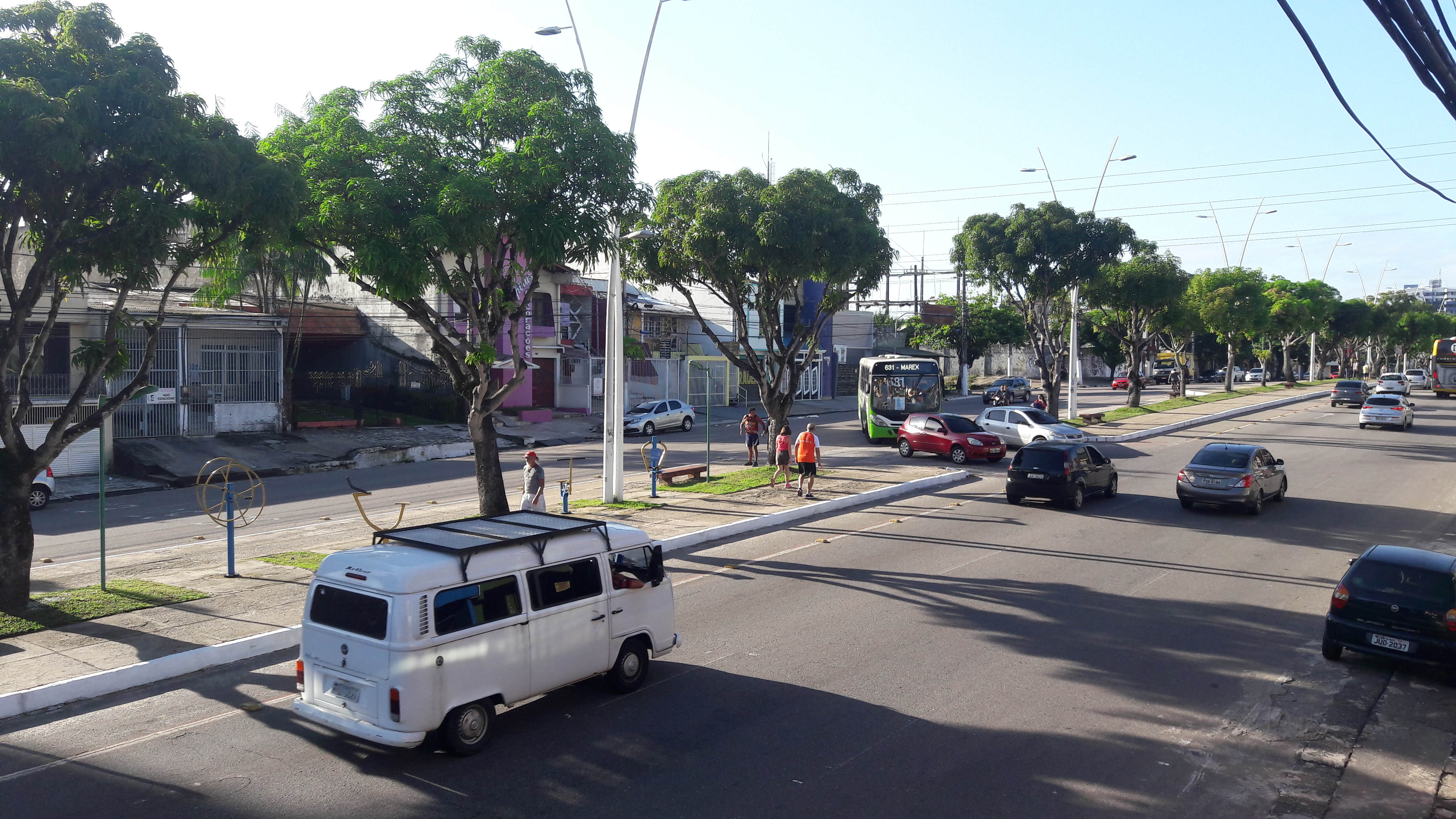
Trecho da Avenida João Paulo II, entre Tv. Angustura e Tv. Barão do Triunfo, Belém-PA.

O Papa João Paulo II, no dia 8 de Julho de 1980, deixou lembranças pelas ruas de Belém. Uma carreata saiu da Rodovia BR-316 até a então Avenida 1° de Dezembro, onde celebrou missa, na esquina com a travessa Mauriti. Para lembrar a sua visita, a avenida hoje tem o seu nome como forma de homenagem.